# Arne S. Lundberg
Arne Sören Lundberg, född 14 maj 1911 i Luleå, död 20 januari 2008 i Engelbrekts församling i Stockholm, var en svensk journalist, företagsledare och diplomat.

## Biografi
Arne Lundberg var son till överbanmästare Nils Lundberg och Ida Andersson. Han föddes i Luleå men växte upp i byn Murjek. Därefter flyttade han till Östersund och tog senare värvning som reporter vid lokaltidningen efter avhoppade gymnasiestudier. Han var verksam som journalist 1929–1944, varefter han hade tjänsten som sekreterare i den socialdemokratiska partistyrelsen 1944 och var året därpå sakkunnig där. 1947–1951 var Lundberg statssekreterare i kommunikationsdepartementet, och därefter efterträdde han Dag Hammarskjöld som kabinettssekreterare, en tjänst under vilken han hann vara med om DC 3:ans försvinnande 13 juni 1952. 
Från 1956 var Lundberg envoyé i disponibilitet och verksam inom näringslivet. Han var 1957–1976 verkställande direktör vid LKAB.  Vid den stora gruvarbetarstrejken 1969 var han strejkledarnas motpart. Gruvarbetarna kallade honom ”envojen”.
Lundberg blev teknologie hedersdoktor i Luleå 1984 och var ledamot i Kungliga Ingenjörsvetenskapsakademien från 1962. Han är gravsatt i minneslunden på Skogskyrkogården i Stockholm.